# Pierre Alechinsky
Pierre Alechinsky (født 19. oktober 1927 i Bruxelles) er en belgisk kunstner, som i Danmark er mest kendt for at være en del af COBRA-gruppen. Alechinsky har boet og arbejdet i Frankrig siden 1951. Hans kunst er forbundet med tachisme, abstrakt ekspressionisme og lyrisk abstraktion.
I 1944 begyndte han på L'Ecole nationale supérieure d'Architecture et des Arts décoratifs de La Cambre i Bruxelles, hvor han studerede illustrationsteknikker, trykning og fotografi. I 1945 fik han øjnene op for Henri Michaux og Jean Dubuffet og udviklede et venskab med kunstkritikeren Jacques Putman. I 1949 tilsluttede han sig Christian Dotremont, Karel Appel, Constant, Jan Nieuwenhuys og Asger Jorn i COBRA-gruppen. Han rejste i 1951 til Paris for at studere trykketeknik ved Atelier 17 under Stanley William Hayter. I 1954 havde han sin første udstilling i Paris og begyndte at interessere sig for orientalsk kalligrafi. I begyndelsen af 1950'erne var han korrespondent i Paris for den japanske avis Bokubi. I 1955 rejste han til Japan med sin kone, hvilket han var blevet opfordret til af Henri Storck og Luc de Heusch. Han lavede udstillingen Night i 1952 ved Ohara Museum, Kurashiki, og indspillede filmen Japanese Calligraphy – Christian Dotremont skrev kommentarerne med musik af André Souris.
I 1960 havde Alechinsky udstillet i London, Bern og på Biennalen i Venedig, i Pittsburgh, New York, Amsterdam og Silkeborg.
Alechinsky arbejdede sammen med Walasse Ting og fortsatte med at være tæt knyttet til Christian Dotremont. Ligeledes havde han forbindelse med den franske surrealist André Breton.
Alechinskys internationale karriere fortsatte gennem 1970'erne, og i 1983 blev han professor i malerkunst ved École nationale supérieure des Beaux-Arts i Paris.
I 1994 tildeltes Alechinsky et æresdoktorat ved det frie universitet i Bruxelles.
Alechinskys værker findes i samlingerne på:
- Tate Gallery
- Museum of Modern Art
- Walker Art Center
- Galerie Birch